# Lucien Fils Ibara
Lucien Fils Ibara (ur. 7 września 1974) – piłkarz kongijski grający na pozycji obrońcy.

## Kariera klubowa
W swojej karierze piłkarskiej Ibara grał między innymi w niemieckim amatorskim klubie TV 1893 Burgholzhausen.

## Kariera reprezentacyjna
W 2000 roku Ibara został powołany do reprezentacji Konga na Puchar Narodów Afryki 2000. Na tym turnieju był rezerwowym i nie rozegrał żadnego spotkania.